# Sauraha
Sauraha (em nepali: सौराहा) é uma aldeia do distrito de Chitwan, da zona de Narayani da região Centro do Nepal. Em 1991 tinha  habitantes.
É conhecida principalmente por ali se situar a entrada oriental do Parque Nacional de Chitwan, classificado como Património Mundial pela UNESCO e uma das principais atrações turísticas do Nepal. Situa-se à beira do rio Rapti, alguns quilómetros a leste da confluência deste com o rio Narayani. Originalmente uma típica aldeia tharu de casas toscas de lama, tem vindo a crescer e a tornar-se uma pequena vila com vários hotéis de estilo ocidental, restaurantes e lojas de turistas.

## Turismo
A motivação da maior parte dos muitos turistas que acorrem a Sauraha é Parque Nacional de Chitwan, onde são organizados passeios em elefante (ditos "safaris") durante os quais é quase certo avistarem-se rinocerontes, macacos e outros animais da selva. Alegadamente também podem ser avistados veados e até tigres, mas especialmente estes últimos raramente são vistos por turistas. Há também passeios ou caminhadas a pé, durante os quais podem também ser avistados os mesmos animais e ainda numerosas espécies de aves e gaviais, uma espécie de crocodilo ictiófago. Além dos passeios dentro do parque, há também passeios fora do parque, tanto a pé como em elefante ou de jipe, onde também podem ser visitadas aldeias tradicionais dos tharu, o povo indígena do Terai. Alguns dos passeios têm como destino principal os inúmeros lagos existentes na região, nomeadamente o Bishajar Tal, cujo nome significa "20 000 lagos". Há também passeios em canoa no rio Rapti.
Outras atrações são o Centro de Reprodução de Elefantes, onde se pode assistir aos animais serem alimentados e levados a tomar banho, o Museu Cultural Tharu e excursões a Devghat, um local de peregrinação hindu, onde há vários templos e cavernas sagradas. Por vezes são organizadas corridas de elefantes e campeonatos de polo em elefante.[carece de fontes?]
No ano fiscal nepalês 2067/2068 (2068 começou em 14 de abril de 2011 no calendário gregoriano), 146 622 turistas vistaram o Parque Nacional de Chitwan, tendo 111 118 (76%) deles entrado por Sauraha. 72% dessas entradas por Sauraha foram de estrangeiros. Em 2011 havia 90 hotéis e em 2007 estimava-se em 1 500 o número de camas para turistas em Sauraha.